# Lefgios/Lefke
Lefke oder Lefka (Λεύκα), griechisch Lefgios, ist der Hauptort des gleichnamigen Distrikts Lefke in der Türkischen Republik Nordzypern. Der Ort liegt in der Bucht von Morfou (heute Güzelyurt).
Seit dem späten 16. Jahrhundert, als sich osmanische Bauern und Handwerker auf Zypern niederließen, sind Lefke und Umgebung überwiegend türkisches Siedlungsgebiet. Im Städtchen gibt es viele traditionelle osmanische Stadthäuser mit ihren ausgeprägt horizontalen Linien, dem weit vorspringenden Ziegeldach, einem auskragenden Obergeschoss und einem umschlossenen, baumbestandenen Innenhof.
Die Stadt kam durch die nahegelegenen Kupferbergwerke zu Wohlstand. Lebten dort 1901 nur 193 Orthodoxe, so sprang die Zahl der Christen durch den Bergbau bis 1946 auf 1067, um bis 1960 wieder auf 108 einzubrechen. Davon waren nur noch 34 Griechen. Während des Bürgerkrieges wurden hier 1964 888 türkische Flüchtlinge gezählt.

## Bildung
In Lefke befindet sich die 1990 gegründete Europäische Universität von Lefke. Ihr Forschungs- und Lehrbetrieb verhilft dem einseitig landwirtschaftlich strukturierten Raum zu einem zweiten Standbein.

## Sehenswürdigkeiten
Das Grab des 1839 verstorbenen osmanischen Admirals, nach dem die Piri-Osman-Paşa-Moschee benannt wurde, ist eines der wenigen noch vorhandenen Beispiele hochentwickelter osmanischer Steinmetzkunst auf Zypern.
In der Atatürkstraße gibt es georgianische Fassaden, aufwändige Bauten aus der Zeit König Georgs V., aus der Zeit, als Lefke aus dem boomenden Kupfererzbergbau Gewinn erwirtschaftete. Eines der Gebäude im „kypro-georgianischen Stil“ ist heute ein Wohnheim für Studenten der Universität. Lefke ist das orthodoxe Titularbistum des in Aachen ansässigen griechisch-orthodoxen Bischofs Evmenios von Lefke.